# 1500年代
| 千纪： | 2千纪                                                                                            |
| 世纪： | 14世纪 \| 15世纪 \| 16世纪                                                                       |
| 年代： | 1470年代 \| 1480年代 \| 1490年代 \| 1500年代 \| 1510年代 \| 1520年代 \| 1530年代                 |
| 年份： | 1500年 \| 1501年 \| 1502年 \| 1503年 \| 1504年 \| 1505年 \| 1506年 \| 1507年 \| 1508年 \| 1509年 |

## 大事记
- 1500年，葡萄牙占领巴西。1502年，葡萄牙即任命達伽瑪為印度總督。
- 1501年，帖木儿帝国灭亡。
- 1504年，朝鲜甲子士祸，1506年，中宗反正废黜燕山君。
- 1505年，明武宗即位，宦官刘瑾专权。
- 1508年，西班牙佔領古巴。
- 1509年，蓝廷瑞、鄢本恕和廖惠起兵反明。

## 出生
- 查理五世（1500年）
- 額我略十三世（1502年）
- 克里斯蒂安三世（1503年）
- 庇護五世（1504年）
- 方濟·沙勿略（1506年）
- 明世宗（1507年）
- 約翰·喀爾文（1509年）

## 逝世
- 昭惠王后（1504年）
- 明孝宗（1505年）
- 克里斯托弗·哥伦布（1506年）